# Francisco Fernández Iparraguirre
Francisco Fernández Iparraguirre (Guadalajara, 22 de enero de 1852-Guadalajara, 7 de mayo de 1889) fue un farmacéutico, lingüista y botánico español.

## Biografía
Nació en 1852 en Guadalajara. Hijo de un farmacéutico alcarreño, cursó su bachillerato en Guadalajara, alcanzando la licenciatura y el doctorado en Farmacia, por la Universidad de Madrid, a los veinte años de edad. Cursó también los estudios de profesor de primera enseñanza, de sordomudos y ciegos, y de francés, ganando la cátedra de esta asignatura en el Instituto de Enseñanza Media de Guadalajara. Estudió la flora de la provincia, descubriendo una variedad de zarza a la que bautizaron en su honor con el apelativo de Fernandezii. Fue uno de los fundadores del Ateneo Científico, Literario y Artístico de Guadalajara, del que fue presidente y socio honorario, dirigiendo su revista. 
Fernández Iparraguirre fue un adelantado en España de una de las primeras lenguas construidas, antecesora del esperanto: el volapük. Escribió una Gramática del volapük y un diccionario volapük-español, fundando en 1885 la revista Volapük. Falleció en Guadalajara el 7 de mayo de 1889.